# Kika Nazareth
Francisca Ramos Ribeiro Nazareth Sousa (Lisboa, 17 de novembre de 2002), coneguda simplement com a Kika, és una futbolista portuguesa, que juga com a davantera o migcampista ofensiva al Futbol Club Barcelona i a la selecció de Portugal.

## Carrera de club

### SL Benfica
Nazareth va fer el seu debut com a sènior amb el Benfica als 16 anys i va signar el seu primer contracte professional amb el club el 7 d'octubre de 2020, als 17 anys.
La temporada 2023/2024, Natzaret va formar part de l'històric equip del Benfica que va guanyar les quatre competicions nacionals: la Supertaça de Portugal (Supercopa de Portugal, tercera en la història del club), la Taça da Liga (Copa de la Lliga de Portugal, quarta en la història del club), el Campeonato Nacional (Lliga Portuguesa, quarta en la història del club), i la Taça de Portugal (Copa Nacional de Portugal, segona en la història del club). Aquesta era la primera vegada que un equip femení de Portugal aconseguia aquesta gesta.
Natzaret es va veure obligada a perdre's dos mesos de joc després de patir una lesió contra Valadares Gaia a principis de gener de 2024. Va tornar al març i ràpidament va recuperar el seu lloc a l'alineació titular. Entre totes les competicions (inclosa la Lliga de Campions), Natzaret va jugar 37 partits, marcant 25 gols i repartint 8 assistències.
En total, en sis temporades al Benfica, Kika va disputar 128 partits oficials marcant 82 gols i guanyant 12 títols.

### FC Barcelona
El 4 de juliol de 2024 va signar un contracte amb el Futbol Club Barcelona per quatre temporades després d'arribar a un acord amb el Benfica pel traspàs.

## Carrera internacional
Nazareth va debutar amb la selecció de Portugal el 4 de març de 2020, substituint Carolina Mendes contra Itàlia a la Copa Algarve de 2020. Va marcar els seus primers gols amb la selecció de Portugal el 22 de juny de 2022 en un partit amistós contra Grècia, marcant dos gols a la primera part en la victòria de Portugal per 4-0. El 30 de maig de 2023, va ser inclosa a l'equip de 23 jugadores per a la Copa del Món Femenina de 2023.

## Palmarès
Benfica
- Campeonato Nacional Feminino: 2020–21, 2021–22, 2022–23, 2023–24
- Campeonato Nacional II Divisão Feminino: 2018–19
- Taça de Portugal: 2023–24
- Taça da Liga: 2019–20, 2020–21, 2022–23, 2023–2024
- Supertaça de Portugal: 2022, 2023

Individual
- Jugadora de l'any del Campeonato Nacional Feminino: 2023–24
- Bota d'Or del Campeonato Nacional Feminino: 2023–24